# セア
セア（SEAR）とは、スズキが開発したオートレースの競走車用エンジンである。

## 歴史

### デビュー
1990年2月、全日本オートレース選手会がフジに代わる新エンジンの開発を求める要望書を日本小型自動車振興会（当時）に提出。それに伴い、旧財団法人小型自動車開発センター（現 オートレース振興協会）が民間企業8社（既存メーカー4、市販メーカー4）に対し指名設計入札を実施し、スズキとHKSが応札。審査、審議の上スズキに決定した。
1993年10月、オートレース界初となる全選手一斉乗り換えによってデビューした。形式番号はAR600およびAR500。2000年4月、マイナーチェンジ（耐久性向上）の為、再度一斉乗り換えを行った。
名称は一般公募で、「バトラス」「アレックス」「ベルエア」「セア」の中から音感等のイメージが優れている「セア」に決定。「Super Engine of Auto Race」の頭文字を並べたSEARに由来している。
英語圏では、「スィア」と呼ばれる。
セアデビュー前には、ファンに対するアピールのため、最終レース終了後に模擬レースを開催していた。

## 性能
セアには1級車用のAR600（599cc）と2級車用のAR500（498cc）の2種類が存在する。
セア1級車の排気量は、従来のフジ二気筒やトライアンフ、メグロ二気筒の663ccと比べ小排気量であるものの、180度クランクの採用により振動の大幅な軽減に成功。また、懸案事項であった耐久性、整備性、操縦性も格段に向上した。何より、その振動の少なさと操縦性のよさから「コーナーも開けて回れる」エンジンに仕上がり、接近戦やスピードレースが多く見られるようになった。
加えて、点火方式を従来のマグネトー方式からCDI方式へと改めた。マグネトーは故障が多く、それに伴う欠車も多く見られたが、CDIに変更したことによりそういった原因による欠車は激減した。
なおセア2級車は、新人選手の養成時からデビュー後一定の期間まで使用されるもので、このことから「セアジュニア」の通称がある。
エンジン一基あたりの価格は約120万円。新品のエンジンは概ね新人選手のデビューに合わせる形で2年に一度販売される。

## 問題点

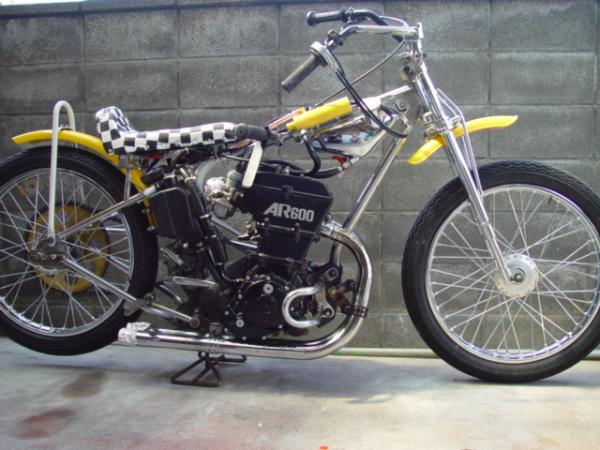
セア搭載の競走車

振動の軽減と操縦性の向上によりコーナーでのグリップが向上しアクセルを開けて走れるようになったが、現在では新たな懸案となっている。
当初、排気量の低いセアではスピードレースになることは想定されておらず、レースにおいては選手同士の駆け引きと操縦技術で抜きつ抜かれつを繰り返す熱いバトルが増える事が期待されていた。しかし、コーナーでもアクセルを開けて走れるようになったということは、取りも直さず、コーナー通過時の車速の上昇を意味する。結果、フジ時代をも凌駕する「スピード一辺倒で抜き去り勝利する」レースが増加する遠因となってしまった。
このレーススタイルの変化に飲まれるように、それまで爆発的な強さと高い人気を誇っていたベテランレーサーの多くが不振に喘ぐ事となってしまったことも、興行としてのオートレースを考えた場合には少なからぬ問題となった。
また、従来は選手によるエンジンのオーバーホールや、自宅に持ち帰っての整備などが認められていたが、セア導入以後はエンジンの封印を解く事すら許されず部品交換は皆無となってしまった。後に整備要綱が改定されたものの、整備範囲は旧来のエンジンと比べて極端に限定されてしまった。更には、部品の加工を一切禁止したため、かつては部品加工を行うことによって数万円台で済んでいた整備費用が、部品を大量に購入し「当たり」を見つけなければならなくなったため、数十万円台まで高騰してしまった。これらの結果、整備要項の範囲内の整備さえ出来れば事足りてしまう、また要項で厳しく制限された範囲内での整備しかやりようが無くなってしまい、特に23期以降の若手選手の整備技術の低下を招いてしまったことも問題点であると言える。

## 幻の「360度クランク」エンジン
2005年10月、極端なスピードレース化が深刻化する中、日本小型自動車振興会はセア改良型エンジンの実車走行テストを実施した。この改良型エンジンは、クランクを180度から360度へ変更、それに併せカムシャフトとCDIを仕様変更したものであった。結果、エンジン音はかつてのトライアンフやフジにも劣らない迫力ある重低音へと変貌した。実車走行テストは各オートレース場で行われ、CS放送やオートレースオフィシャルサイトでも動画配信された。
エンジン自体はメリハリの効いたエンジンであるとして一定の評価が得られ、2005年12月には川口オートレース場で模擬レースを行うなど、一時は採用に向けての動きが本格化していた。
しかし2006年2月、日本小型自動車振興会から検討結果報告が発表される。
- 360度クランクエンジン搭載車の操縦性及び安定性を向上させるためには技術的な課題がある。
- 現行エンジンと同レベルでの完成エンジン及び部品を安定供給するためには、長期の開発期間を要する。

これらの結果報告により、セア360度クランクエンジンの早期導入の計画については事実上白紙撤回されてしまった。事実、360度クランクエンジンの振動は模擬走行の実況放送中でも話題にされる程で、セア以外のエンジン経験を持たない24期以降の若手選手や逆に白蝋病を患うベテラン選手の間から不安の声が上った事も事実である。
今後は一般市販車の採用を含めたオートレース用競走車の総合的な開発研究を引き続き行うと公式発表しているが、エンジン単体の仕様変更についてはそれ以降目立った動きは見られていない。

## 消音機導入
オートレースは競走車の騒音が大きいことから、1976年（昭和51年）頃に騒音問題で揺れていた川口オートレース場で消音機を増設したマフラーが試作されたことがあるが、この時は運用を見送られた。このマフラーは現在も保存されている。
しかしその後、モータースポーツ全体において騒音が問題視されるようになり、どの競技用の車両においても、ある程度の規制値が設定されるようになったことから、オートレースでも2007年（平成19年）10月26日、浜松オートレース場にて一般開催の前検日に消音機付きマフラーの運用テストが行われ、試験走行及び模擬レースが行われた後、2009年（平成21年）3月1日に新型マフラー導入についてJKAより発表され、2009年4月以降の全レースで新型マフラーが装着されることになった。
この消音機は過去の増設タイプとは異なり、マフラーそのものに一体化して内蔵されており、ストレートタイプの構造はそれまでのものと変化はないが、テールエンドを太くし、サイレンサーとなる内側に、筒状のパンチングメタル（多数の丸穴があけられた鋼板）が設置され、金属板と外側との隙間にはフィルタが巻きつけられており、排気口をやや狭めている。この消音機付きマフラーが装着されてからは、セア独特の甲高い金属音が軽減され、音色自体はやや内に篭ったものになり、当然ながら音の大きさ自体は軽減されている。なお装着の影響のついては、エンジン全域でトルクがやや低下し、回転上昇の度合いが穏やかになることから、スタート時のダッシュ及び走行中の加速時に影響を与えている。
2015年（平成27年）9月5日から川口オートレース場で開催されるナイター競走においては、近隣への騒音対策として専用のマフラーが装着された。このマフラーのエキゾーストパイプは、エンジン付近にサブチャンバーを装着してパイプを後方へ更に伸ばし、終端で一本にまとめた 2 into 1 タイプのもので、これを後輪右側に装備した巨大なサイレンサーに接続する構造にしたことで、現行のマフラーより約70 %以上低減させた。なお装着による影響として、マフラー重量の増加によるフレームへの負担と、排気経路の変更によるエンジンブレーキ使用時の違和感が挙げられている。このマフラーの採用で、夜遅い時間帯でのレース開催が可能になったことから、同年より開催されるミッドナイトオートレースにおいても本マフラーが採用されている。さらに2023年（令和5年）7月からは浜松のアーリーレースでも、1レースの発走時刻を早める目的で消音マフラーを採用した。
なお、この専用マフラーについては各オートレース場が所有・管理し、前検日に抽選で各選手に配られる仕組みで、選手は開催毎に割り当てられたマフラーを昼間開催用の通常のマフラーと付け替える必要がある。

## 「セアの申し子」
セアで一躍頭角を現したのは、何と言っても片平巧（19期、船橋オートレース場所属、故人）である。1990年の第22回日本選手権オートレースで優勝して以降、フジの振動の影響もありいまひとつ結果を出せずにいた片平だが、セア導入直後の1993年11月に開催された第25回日本選手権オートレースで圧倒的な強さで優勝。当時『セアでは不可能』と言われていた競走タイム3.38台をマークする。その後片平は名実共に最強となり、「セアの申し子」と讃えられた。
もう1人の「セアの申し子」として、高橋貢（22期、伊勢崎オートレース場所属）が挙げられる。その後彼は、片平をすら凌駕する強さを誇り、「絶対王者」の異名で呼ばれるようになった。